# Église Saint-Sava de Savinac
Pour les articles homonymes, voir Église Saint-Sava.
L'église Saint-Sava de Savinac (en serbe cyrillique : Црква Светог Саве на Савинцу ; en serbe latin : Crkva Svetog Save na Savincu) est une église orthodoxe serbe située au hameau de Savinac sur le territoire du village de Šarani, dans la municipalité de Gornji Milanovac et dans le district de Moravica, en Serbie. Elle est inscrite sur la liste des monuments culturels de grande importance de la république de Serbie (identifiant no SK 381),,,.
Le clocher de l'église et deux sobrašice-čardaks sont classés en même temps que l'église,.

## Église

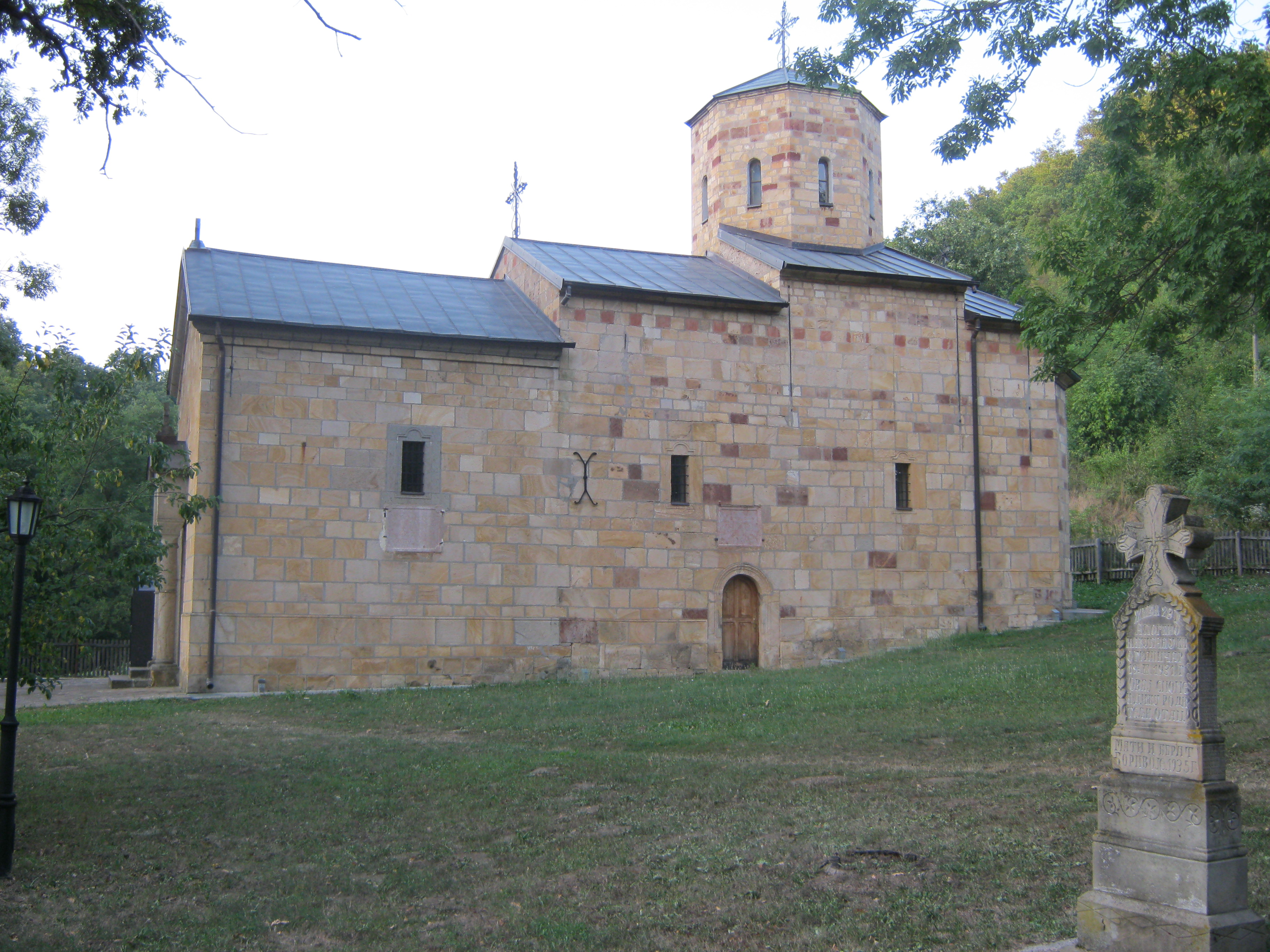
Autre vue de l'église.

L'église se trouve à 2 km de Takovo, à proximité de la rivière Dičina,. Le hameau de Savinac doit son nom à saint Sava, patron de l'église et fondateur de l'Église orthodoxe serbe.
L'édifice a été construit en 1819-1820 en grès rose, dans l'esprit des constructions religieuses de la Serbie médiévale, à l'instigation du prince Miloš Obrenović qui a été l'un des chefs principaux du Second soulèvement serbe contre les Ottomans ; il a été conçu par Milutin Gođevac,. En 1860, il a été doté d'un narthex en bois, remplacé en 1904 par un narthex en pierre.

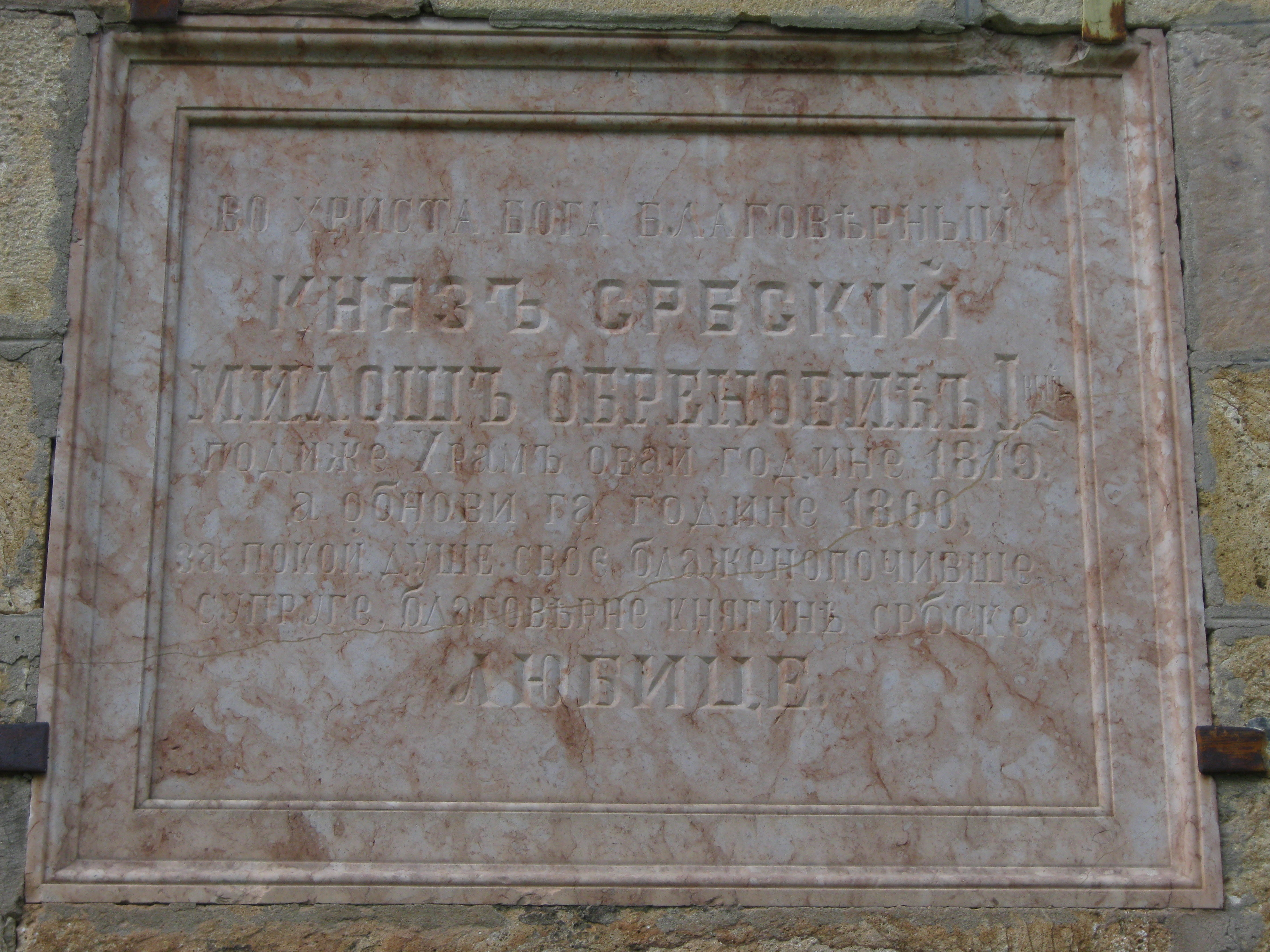
Plaque commémorative en l'honneur du prince Miloš Obrenović

L'église est constituée d'une nef unique surmontée d'une voûte en berceau avec une coupole octogonale reposant sur des piliers qui, à l'extérieur forme un dôme dominant la toiture ; elle est prolongée par une abside semi-circulaire à l'intérieur et à sept pans à l'extérieur. Les façades ne comportent aucune décoration, à l'exception de celle des ouvertures et du portail méridional.

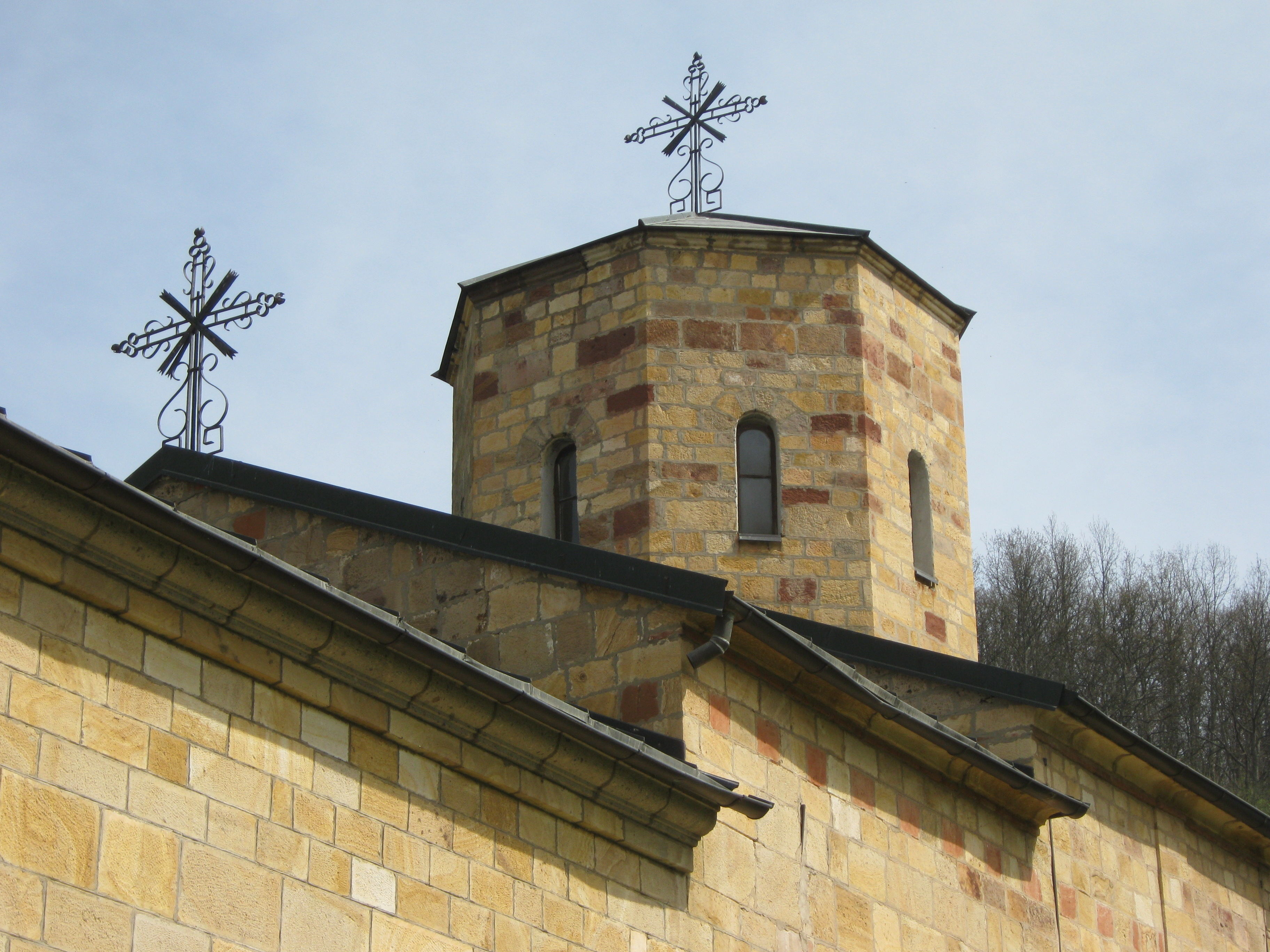
Le dôme de l'église.

L'iconostase a été peinte  par un artiste inconnu en 1827 ; en revanche, on sait que les « portes royales » sont dues à Janja Moler, qui les a réalisées en 1822. L'église abrite également un mausolée de la famille Vukomanović, à laquelle appartenait la princesse Ljubica, la femme du prince Miloš.

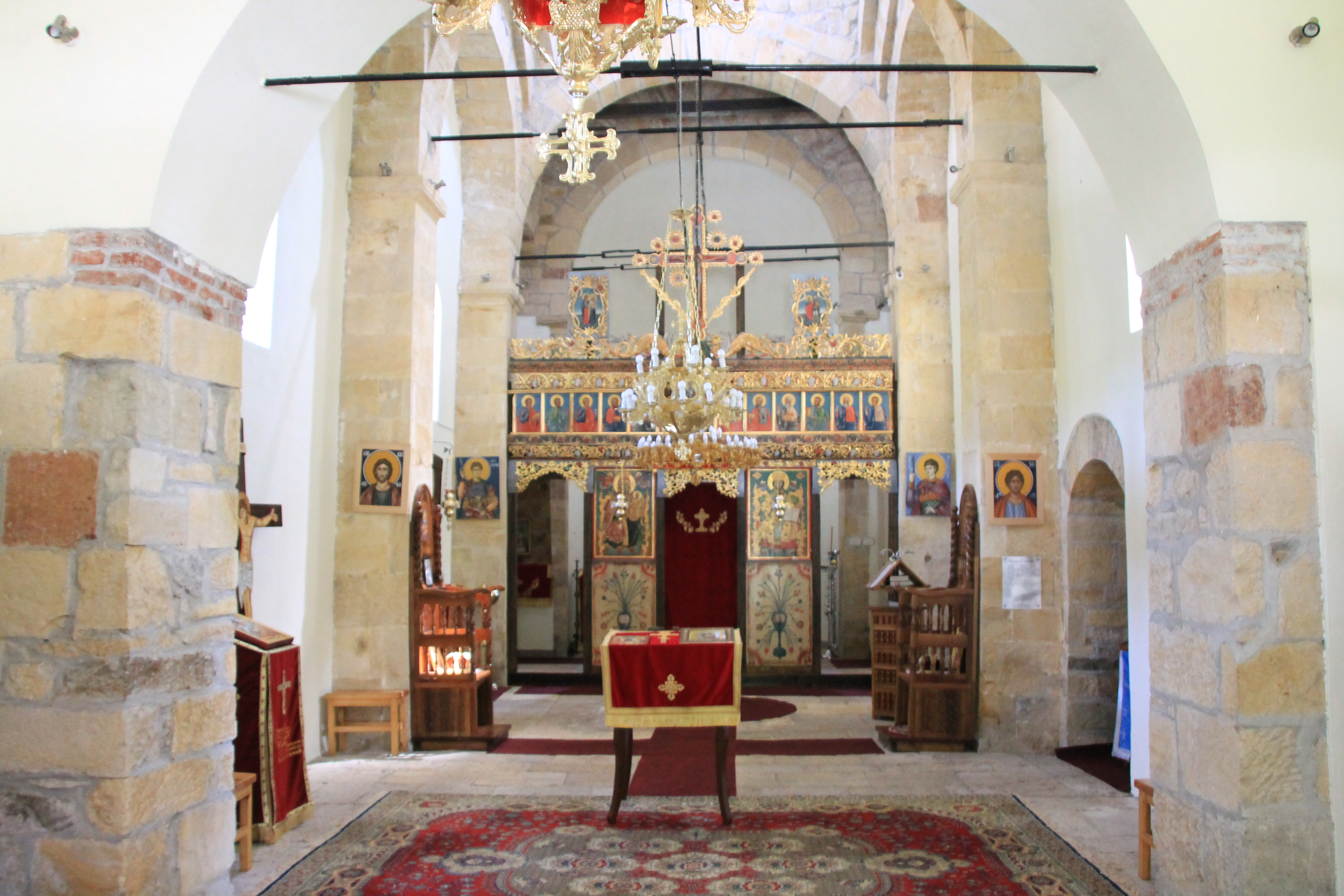
Vue générale de l'iconostase.
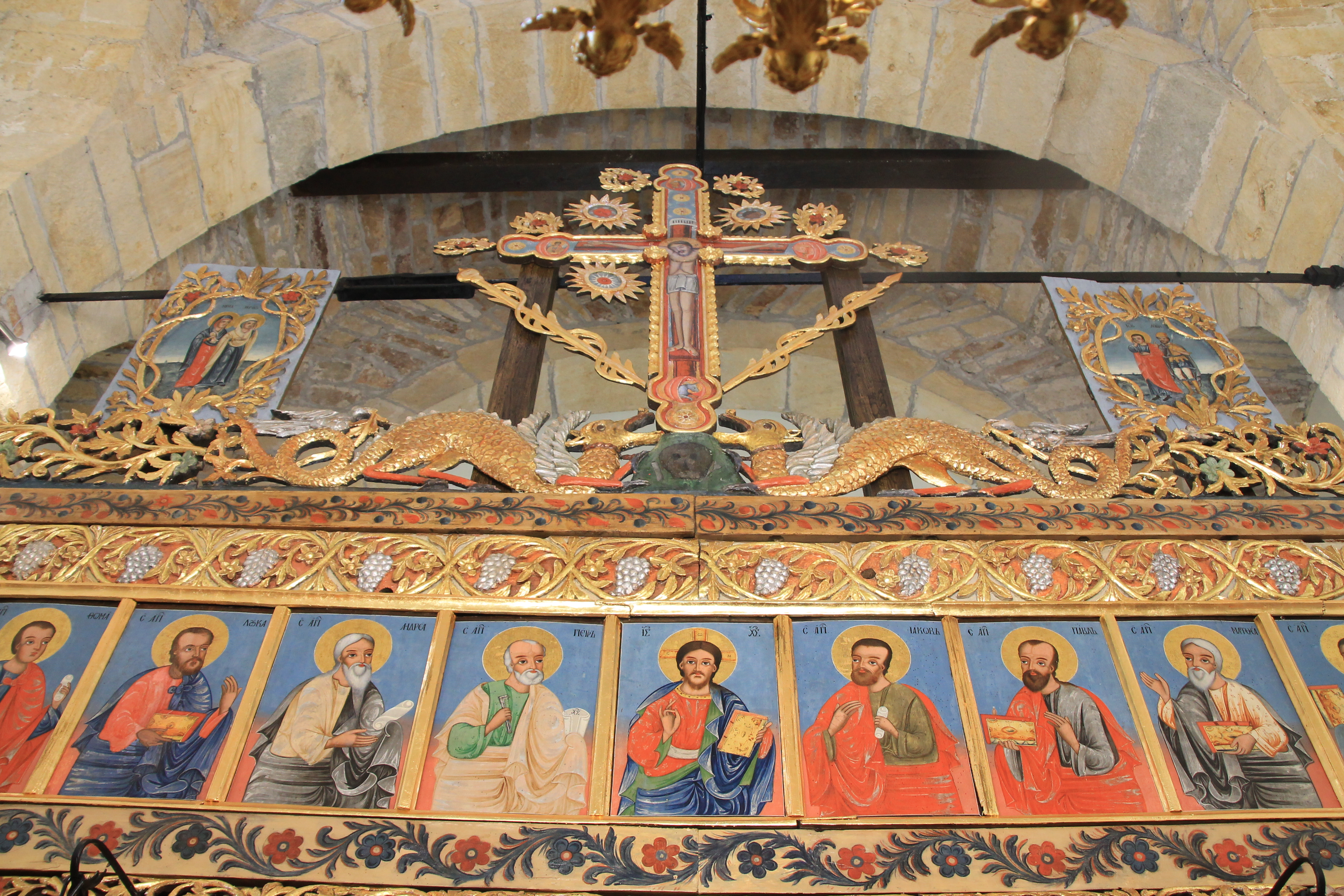
Détail du haut de l'iconostase.
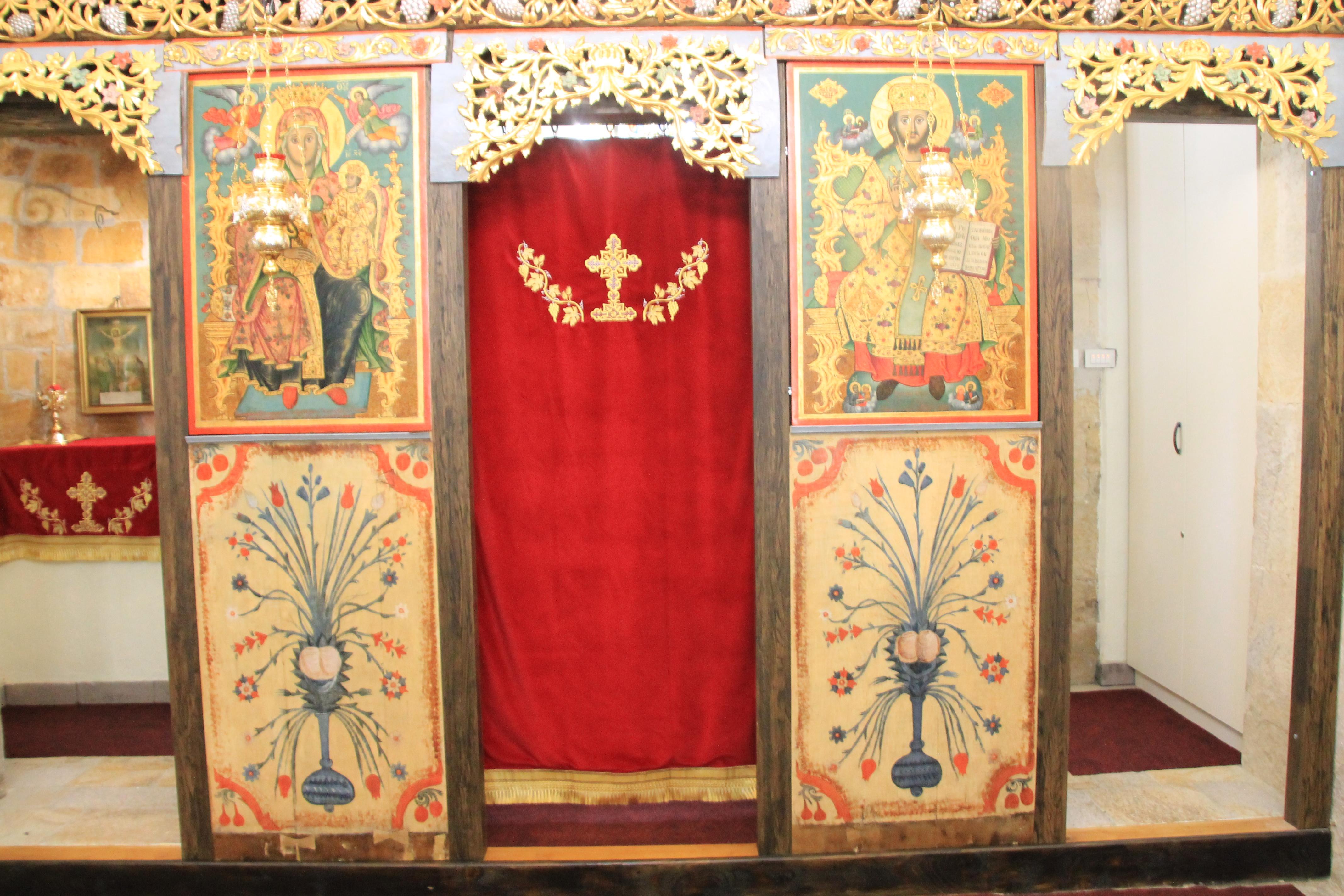
Les portes royales.

Des travaux de restauration ont été effectués sur l'iconostase en 1972 et sur l'édifice lui-même en 2004–2005.

## Sobrašice-čardaks et clocher
Autrefois, de nombreux petits čardaks (tchardaks), appelés sobrašica (au pluriel : sobrašice) avaient été construits en bois près de l'église, immédiatement après sa construction ; ils étaient destinés à accueillir les fidèles lors des manifestations religieuses. Il n'en reste que deux, identiques, aujourd'hui. De plan carré, ils sont constitués d'un rez-de-chaussée et d'un étage et ont été construits en bois ; le toit à quatre pans était autrefois recouvert de bardeaux, aujourd'hui remplacés par des tuiles. Un escalier en bois relie le rez-de-chaussée à l'étage.

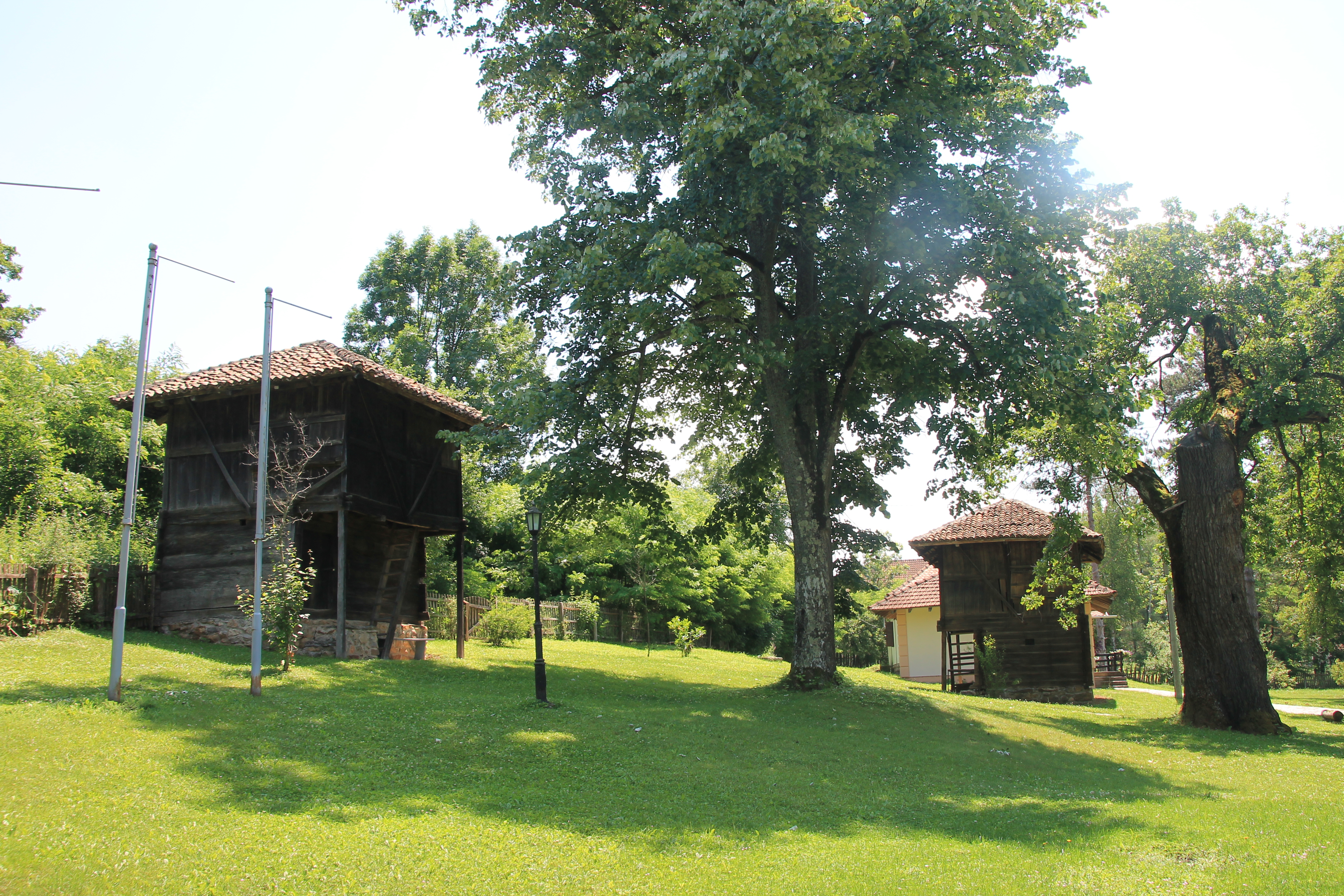
Vue des deux čardaks.
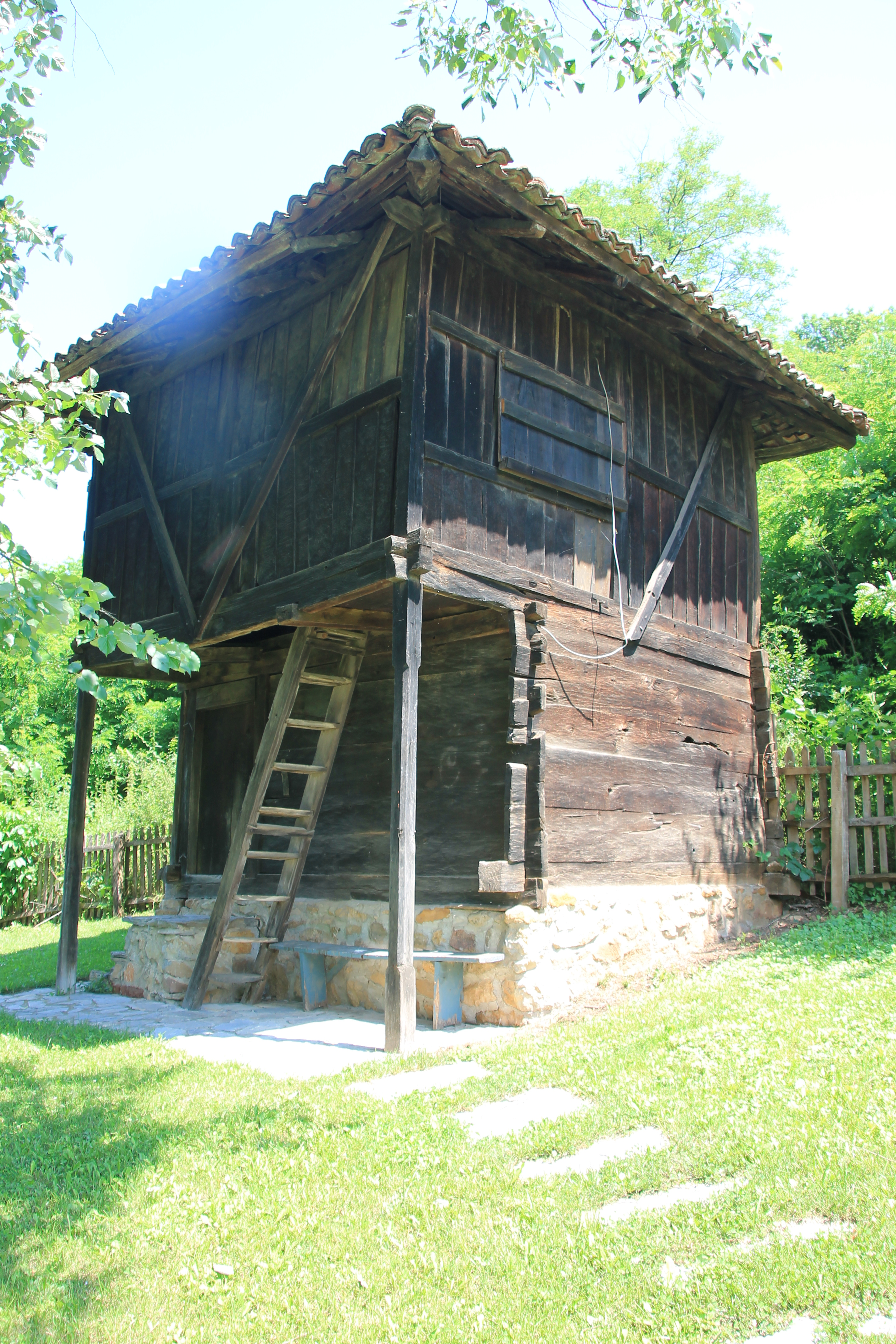
Détail d'un čardak.
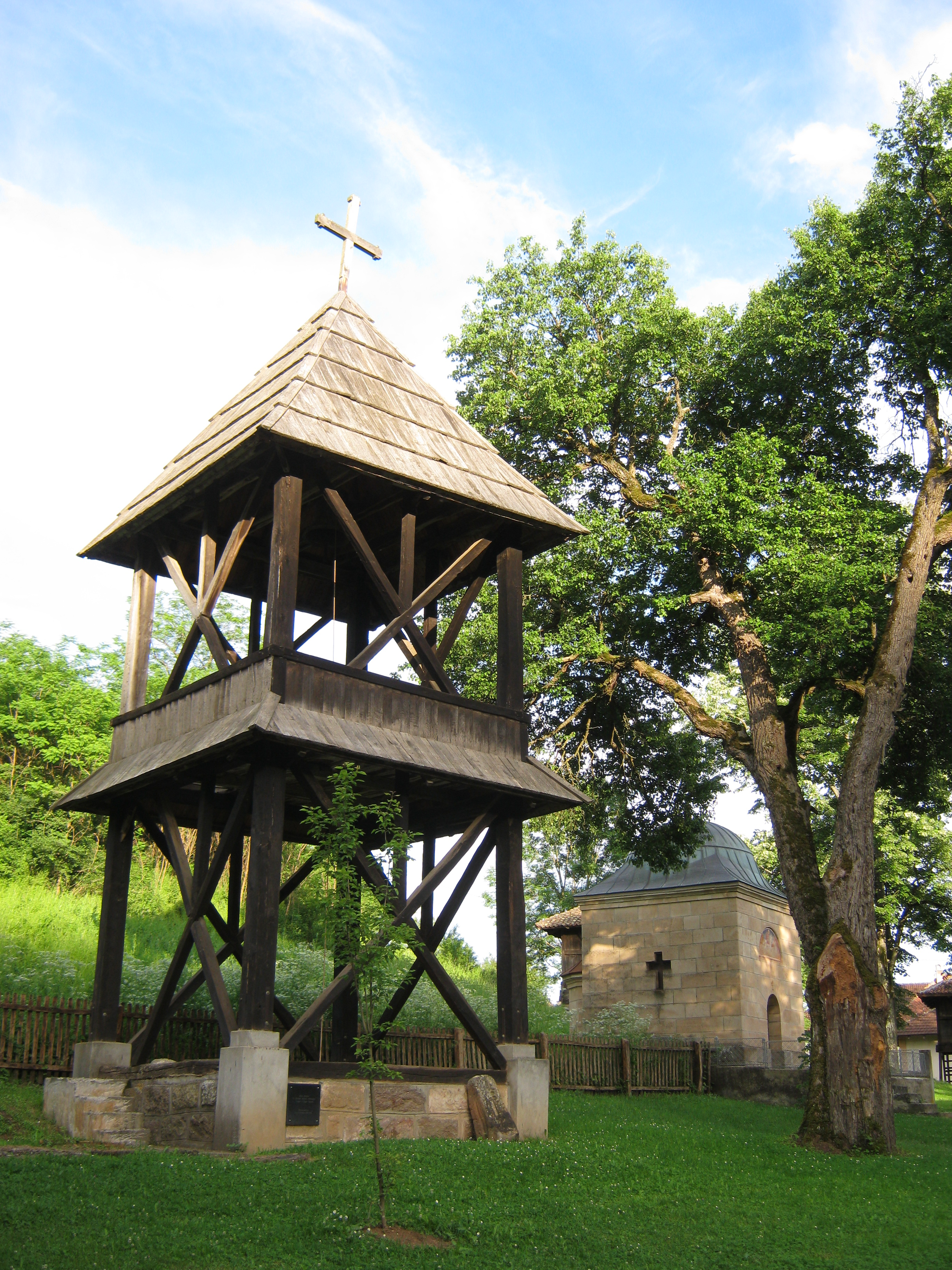
Vue du clocher.